# Airbus Defence and Space
Airbus Defence and Space é uma divisão da Airbus responsável pelo desenvolvimento e fabricação de produtos destinados à aplicação aeroespacial e de defesa.
Em 2014, teve um faturamento global de €14 bilhões, com um lucro sem incidência de juros e impostos (EBIT) de €900 milhões. Em 2015, a ADS estava presente em 35 países, empregando cerca de 40 mil pessoas.

## História
Em julho de 2013, a Airbus anunciou uma reestruturação do grupo, com a extinção da EADS. A fusão de três das empresas controladas pela EADS (Astrium, Cassidian e Airbus Military) deu origem a uma nova unidade, a Airbus Defence and Space. Esta reestruturação foi efetivada em janeiro de 2014.
| Cronologia Airbus      |                       |                                                  |                                                  |                                                  |                                                  |                                                  |                                                  |                              |                              |                              |                              |                     |
| 18 de dezembro de 1970 | 01 de janeiro de 1992 | 10 de julho de 2000                              | 18 de setembro de 2000                           | Janeiro de 2001                                  | 01 de dezembro de 2006                           | 01 de abril de 2009                              | 17 de setembro de 2010                           | 17 de janeiro de 2014        | 27 de maio de 2015           | 01 de janeiro de 2017        | 12 de abril de 2017          | 12 de abril de 2017 |
|                        |                       | European Aeronautic Defence and Space Company NV | European Aeronautic Defence and Space Company NV | European Aeronautic Defence and Space Company NV | European Aeronautic Defence and Space Company NV | European Aeronautic Defence and Space Company NV | European Aeronautic Defence and Space Company NV | Airbus Group NV              | Airbus Group SE              | Airbus Group SE              | Airbus SE                    |                     |
| Airbus Industrie GIE   | Airbus Industrie GIE  | Airbus Industrie GIE                             | Airbus Industrie GIE                             | Airbus SAS                                       | Airbus SAS                                       | Airbus SAS                                       | Airbus SAS                                       | Airbus SAS                   | Airbus SAS                   |                              | Airbus SE                    |                     |
| Airbus Industrie GIE   | Airbus Industrie GIE  | Airbus Industrie GIE                             | Airbus Industrie GIE                             |                                                  |                                                  | Airbus Military SAS                              | Airbus Military SAS                              | Airbus Defence and Space SAS | Airbus Defence and Space SAS | Airbus Defence and Space SAS | Airbus Defence and Space SAS |                     |
|                        |                       | EADS Defence and Security                        | EADS Defence and Security                        | EADS Defence and Security                        | EADS Defence and Security                        | EADS Defence and Security                        | Cassidian SAS                                    | Airbus Defence and Space SAS | Airbus Defence and Space SAS | Airbus Defence and Space SAS | Airbus Defence and Space SAS |                     |
|                        |                       | Astrium SAS                                      | Astrium SAS                                      | Astrium SAS                                      | EADS Astrium SAS                                 | EADS Astrium SAS                                 | EADS Astrium SAS                                 | Airbus Defence and Space SAS | Airbus Defence and Space SAS | Airbus Defence and Space SAS | Airbus Defence and Space SAS |                     |
|                        | Eurocopter SA         | Eurocopter SA                                    | Eurocopter SAS                                   | Eurocopter SAS                                   | Eurocopter SAS                                   | Eurocopter SAS                                   | Eurocopter SAS                                   | Airbus Helicopters SAS       | Airbus Helicopters SAS       | Airbus Helicopters SAS       | Airbus Helicopters SAS       |                     |
|                        |                       |                                                  |                                                  |                                                  |                                                  |                                                  |                                                  |                              |                              |                              |                              |                     |
|                        |                       |                                                  |                                                  |                                                  |                                                  |                                                  |                                                  |                              |                              |                              |                              |                     |

## Produtos

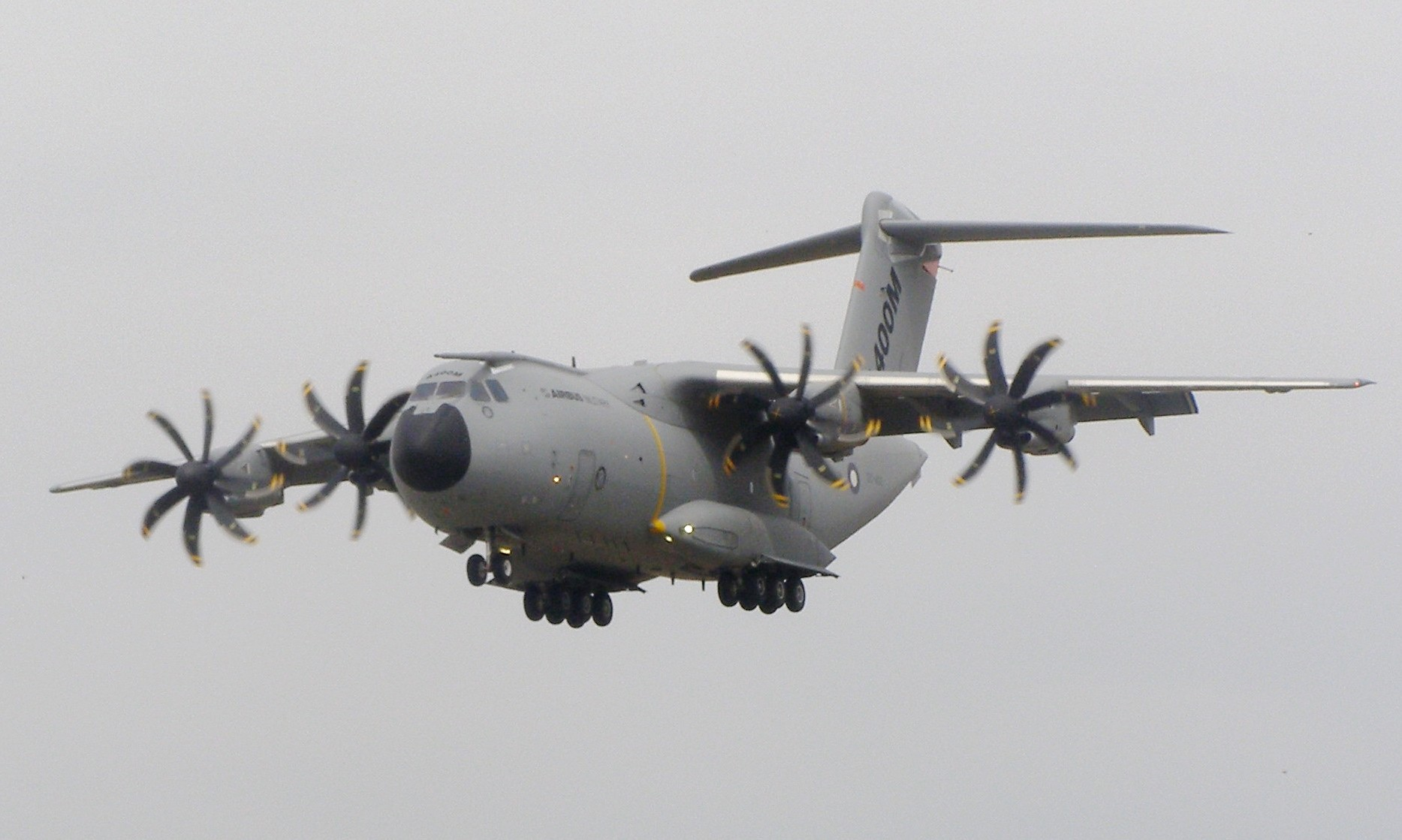
Segundo protótipo do cargueiro militar A400M no Farnborough Air Show em 2010.

A Airbus Defence and Space integra quatro principais setores:

### Sistemas espaciais
- Missões espaciais (Columbus, ATV)
- Segurança e defesa (Skynet, M51)

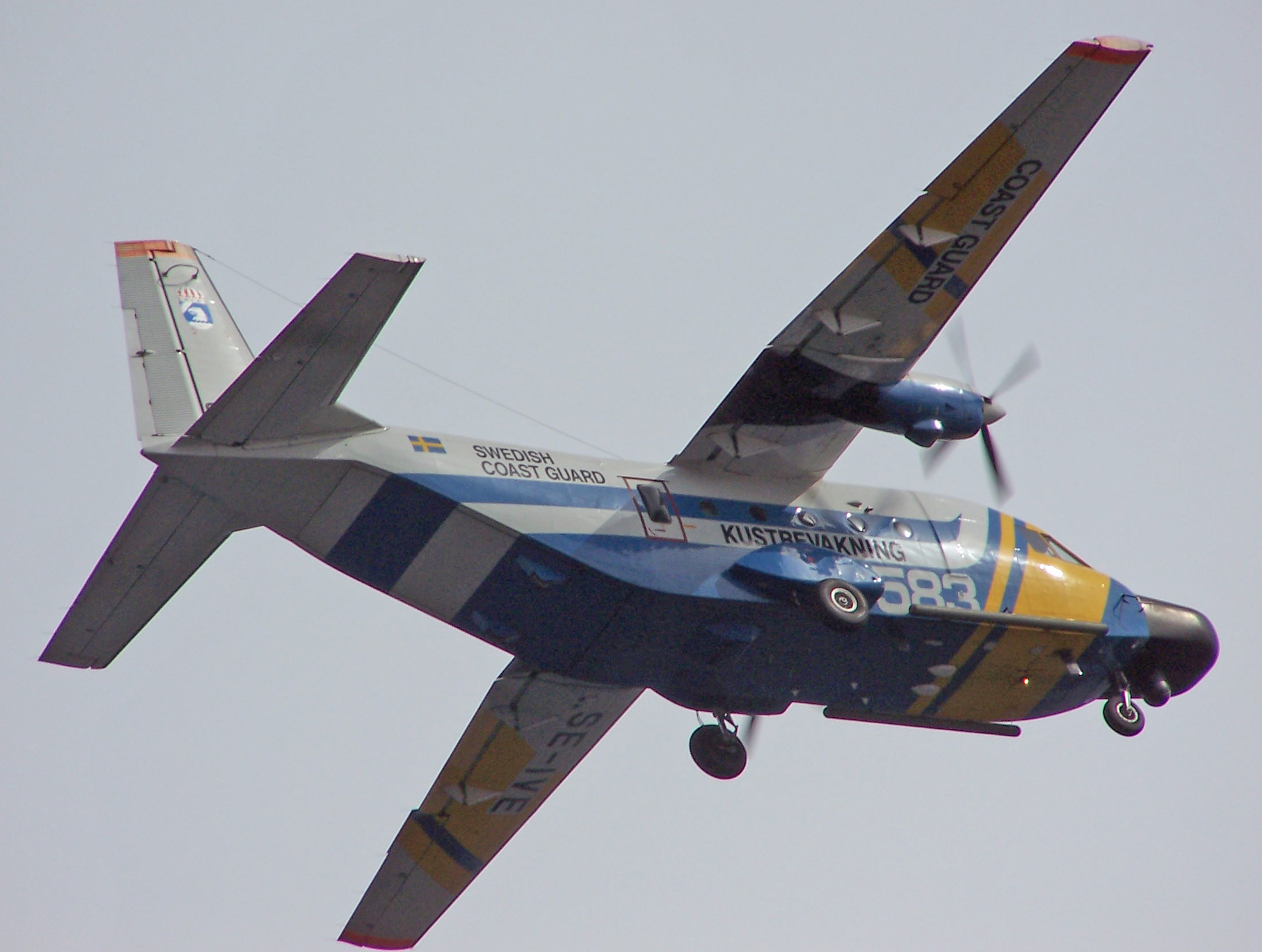
Um CASA C-212 da Guarda Costeira Sueca, fabricado pela Airbus Defence and Space.

- Telecomunicações (Eutelsat 9B, Eurostar)
- Veículos lançadores (Ariane, Diamant)
- Satélites para proteção ambiental (Envisat, ERS)
- Sistemas propulsores

### Aviação militar

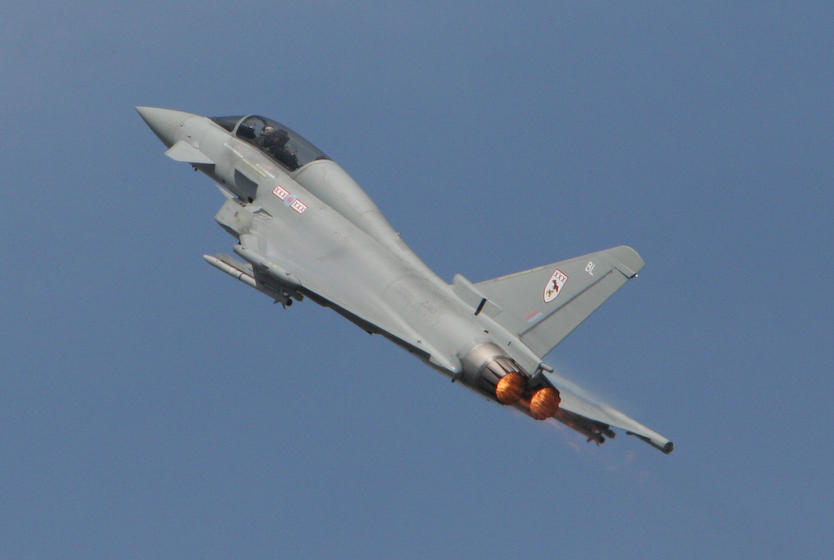
Caça Eurofighter

- Transporte aéreo tático (CN-235, C-295, A330 MRTT, A400M)
- Caça-bombardeiro (Eurofighter)

### Comunicações, inteligência e segurança
- Segurança de fronteiras (radares, UAV)
- Satélites de geo informações (Spot, Plêiades, TerraSAR-X)
- Segurança cibernética
- Satélites de comunicações

### Sistemas eletrônicos
- Câmeras termo sensíveis
- Miras telescópicas

- Sistemas de visão noturna